# Reloj anular
El reloj anular es un tipo de reloj de sol fundamentado en la medida del tiempo por la evolución de la altura del sol. Se trata de un reloj solar portátil por su reducido tamaño, tiene forma externa de anillo con una pequeña argolla que permite ser suspendido y orientarse directamente al sol. Fue un instrumento muy popular en los siglos XVII y XVIII siendo elaborado por muchos constructores de instrumentos científicos. La escala horaria de este reloj se encuentra en el intradós del anillo que al orientarse al sol un pequeño orificio permite iluminar un diminuto punto luminoso sobre dicha escala, indicando la hora. La escala es ajustable según el día del año en que se realice la medida. Este tipo de reloj se diseña para una latitud dada y por lo tanto no puede ser válido su lectura en cualquier otra parte.  Es por esta razón por la que existen variantes más sofisticadas que, fundamentándose en una esfera armilar permite ajustar también la latitud, son los denominados anillos universales. 

## Historia
Fue el astrónomo Bonetus de Latis uno de los primeros en describir el funcionamiento de este reloj con horas temporarias. El reloj descrito tiene forma de anillo con orificio y escala en su interior. Se describe como un instrumento capaz de medir las horas itálicas, babilónicas u otras astronómicas como puede ser la ubicación de los planetas en las casas, los ascendentes, los astros regentes, etc. El escrito es dedicado al Papa Alejandro VI.

## Concepto
El reloj anular se incribe dentro de la categoría de los relojes solares de altura. Es decir aquellos que necesitan orientarse al sol y medir el tiempo con la sola indicación de su altura sobre el horizonte. Conocido el día del año en que se realiza la medida, es decir, conocido el valor de la declinación solar y conocida la latitud en la que se realiza la medida; es posible establecer una relación directa entre altura del sol sobre el horizonte y la hora solar en ese instante. Al practicar en un anillo un orificio y orientarlo al sol se produce un punto luminoso en su superficie interior, este punto luminoso es un indicador de la altura solar si se diseña una escala apropiada en su interior. Dependiendo de la disposición de la escala existen dos tipos de relojes anulares, aquellos que con un orificio fijo muestran una escala de horas dependiendo de la época del año y los que desplazan el orificio a lo largo del perímetro ajustando la altura. En ambos casos es necesario ajustar el reloj al día del año en que se produce la medida. 
|                                                              |
| Reloj de anillo con su escala horaria y anual en el intradós |

| |
| Reloj de anillo mostrando el 'spot' luminoso en su interior. La escala anual puede ajustarse según los meses |

|                                                           |
| Detalle del reloj de anillo mostrando las alturas solares |

## Características
Este tipo de instrumentos se construye en metal (generalmente latón) con un diámetro que puede ir desde los 3 cm hasta los 15 cm. La anchura no suele pasar de los dos a tres centímetros. Poseen una argolla de pequeño tamaño en su parte superior con el objeto de ser suspendido y orientarse al sol. La orientación es una operación sencilla y se produce cuando al ser suspendido y girar sobre su argolla el intradós del anillo se encuentra completamente en sombra, es precisamente en este instante cuando el punto luminoso indica la altura. En la actualidad es frecuente encontrar ejemplares de este reloj solar en los museos de la ciencia y en alguna tienda de artesanía.A partir de los siglos XIII o XIV este reloj se perfecciona incorporando una franja móvil que permite desplazar el orificio por el cual pasa el sol. En el año 1985 el Taller Falguera aporta una nueva mejora técnica: Dividiendo el año en 2 partes, según las estaciones, dando lugar a dos gráficas horarias. Esta mejora permite que los números de las horas aparezcan claramente facilitando así su lectura, haciéndolo mucho más preciso.